# Акшагылское месторождение
Акшагылское месторождение полиметаллических руд — расположено в Шетском районе Карагандинской области. В 1834—1918 годах российские и иностранные концессионеры на Акшагылском месторождении добывали медь, свинец, цинк. С 1920 года исследовалось геологами М. П. Русаковым, Ф. И. Вольфсоном, С. Г. Анкиновичем и другие. Месторождение занимает восточную часть Тасарал-Кызылеспенского антиклинория, протянувшегося к северу от озера Балхаш. Рудные тела в виде линз приурочены к средне-палеозойским гранитоидам и силурийским вулканическо-терригенным и карбонатным породам. Главные рудные минералы — халькопирит, галенит, сфалерит, пирит и др. В зоне окисления встречаются малахит, хризоколла, брошантит, каламин.